# Мотко (остановочный пункт)
Мо́тко (фин. Muotka) — остановочный пункт и бывшая промежуточная станция Октябрьской железной дороги на 30,0 км перегона Брусничная — Лендеры Западно-Карельской магистрали.

## Общие сведения
Остановочный пункт территориально расположен в населённом пункте станция Мотко Лендерского сельского поселения Муезерского района Республики Карелия. Бывшая станция получила наименование по названию озера Мотко, находящегося в восьми километрах.
Станция была сдана в эксплуатацию 1 ноября 1960 года в составе первой очереди Западно-Карельской магистрали. В 1980-х годах по мере спада движения на линии путевое развитие станции было ликвидировано и станция получила статус остановочного пункта. Для удобства пассажиров возле главного пути возведена новая деревянная остановочная платформа, а также установлены современный пассажирский павильон и информационное табло с названием остановочного пункта. Пассажирское здание и билетная касса отсутствуют. Билеты приобретаются у проводника вагона.

## Пассажирское движение
По состоянию на 2024 год по остановочному пункту четыре раза раза в неделю проходит пригородный поезд сообщением Суккозеро — Лендеры — Суккозеро. С начала 2010-х годов существует угроза полной отмены вагона Суккозеро — Лендеры вследствие убыточности перевозок. Более того, поезд отменялся с 1 сентября 2014 года по 1 октября 2014 года. А также с 2022 года два раза в неделю проходит пригородный поезд сообщением Костомукша — Лендеры — Костомукша.
| Пригородное обращение по станции |
| -------------------------------- |
| Костомукша — Лендеры № 6674/6673 |
| Лендеры — Костомукша № 6671/6672 |
| Суккозеро — Лендеры № 6656       |
| Лендеры — Суккозеро № 6657       |
| Суккозеро — Лендеры № 6658       |
| Лендеры — Суккозеро № 6659       |

## Галерея
- Остановочный пункт Мотко
- Вид в сторону ст. Лендеры.
- Вид в сторону ст. Брусничная.
- Разобранные боковые пути. Вид в сторону ст. Брусничная.